# Campeonato Mundial Júnior de Halterofilismo
O Campeonato Mundial Júnior de Halterofilismo (oficialmente em inglês: IWF Junior World Weightlifting Championships) é realizado anualmente desde 1975, reunindo atletas da categoria júnior.
Inicialmente, apenas levantadores com até 20 anos podiam competir. No entanto, a participação era restrita: no dia em que completassem 20 anos, os atletas já não estavam mais elegíveis para as competições juniores.
Em 1976, a Federação Internacional de Halterofilismo alterou essa regra, permitindo que levantadores juniores competissem e estabelecessem recordes ao longo de todo o ano em que completassem 20 anos.
A primeira edição feminina foi realizada em 1995. No início, as levantadoras juniores tinham entre 18 e 20 anos, mas, a partir de 1997, os limites de idade foram unificados para homens e mulheres.
Com a criação da categoria sub-júnior ou juvenil (o primeiro Campeonato Mundial Juvenil foi realizado em 2009), os critérios etários foram ajustados: atletas juniores passaram a incluir aqueles com idades entre 17 e 20 anos, enquanto os juvenis abrangem os menores de 17 anos.
A idade mínima para participar do Campeonato Mundial Júnior é de 15 anos para ambos os sexos. Para as competições de outras faixas etárias, veja: Campeonato Mundial de Halterofilismo (categoria sênior, sem limite de idade) e Campeonato Mundial Juvenil de Halterofilismo (sub-17).

## Edições
Lista dos campeonatos:

### Masculino
| Nº | Ano  | Datas                   | Cidade e país-sede              | # Atletas | # Nações |
| -- | ---- | ----------------------- | ------------------------------- | --------- | -------- |
| 1  | 1975 | 5–12 de julho           | Marselha, França                | 142       | 31       |
| 2  | 1976 | 6–13 de junho           | Gdansk, Polônia                 | 164       | 29       |
| 3  | 1977 | 9–17 de julho           | Sófia, Bulgária                 | 198       | 34       |
| 4  | 1978 | 15–22 de julho          | Atenas, Grécia                  | 190       | 31       |
| 5  | 1979 | 16–23 de junho          | Debrecen, Hungria               | 204       | 35       |
| 6  | 1980 | 24–31 de maio           | Montreal, Canadá                | 150       | 30       |
| 7  | 1981 | 14–21 de junho          | Lignano Sabbiadoro, Itália      | 185       | 40       |
| 8  | 1982 | 9–15 de agosto          | São Paulo, Brasil               | 144       | 32       |
| 9  | 1983 | 23–29 de julho          | Cairo, Egito                    | 141       | 29       |
| 10 | 1984 | 22–27 de maio           | Lignano Sabbiadoro, Itália      | 184       | 37       |
| 11 | 1985 | 26–30 de junho          | Edimburgo, Reino Unido          | 153       | 28       |
| 12 | 1986 | 26 de maio – 2 de junho | Donaueschingen, Alemanha        | 194       | 32       |
| 13 | 1987 | 26–31 de maio           | Belgrado, Iugoslávia            | 217       | 34       |
| 14 | 1988 | 23–29 de maio           | Atenas, Grécia                  | 196       | 35       |
| 15 | 1989 | 25–29 de maio           | Fort Lauderdale, Estados Unidos | 143       | 30       |
| 16 | 1990 | 26 de maio – 3 de junho | Sarajevo, Iugoslávia            | 179       | 33       |
| 17 | 1991 | 7–12 de maio            | Wolmirstedt, Alemanha           | 164       | 32       |
| 18 | 1992 | 16–24 de maio           | Varna, Bulgária                 | 177       | 37       |
| 19 | 1993 | 18–23 de maio           | Cheb, Tchecoslováquia           | 210       | 43       |
| 20 | 1994 | 26–30 de julho          | Jacarta, Indonésia              | 173       | 36       |

### Masculino & feminino
| Nº                                                                                               | Nº | Ano  | Datas                    | Cidade e país-sede            | Masculino | Masculino | Feminino  | Feminino |
| M                                                                                                | F  | Ano  | Datas                    | Cidade e país-sede            | # Atletas | # Nações  | # Atletas | # Nações |
| ------------------------------------------------------------------------------------------------ | -- | ---- | ------------------------ | ----------------------------- | --------- | --------- | --------- | -------- |
| 21                                                                                               | 1  | 1995 | 9–16 de julho            | Varsóvia, Polônia             | 200       | 43        | 75        | 17       |
| 22                                                                                               | 2  | 1996 | 3–11 de maio             | Varsóvia, Polônia             | 157       | 39        | 83        | 25       |
| 23                                                                                               | 3  | 1997 | 29 de maio – 4 de junho  | Cidade do Cabo, África do Sul | 134       | 33        | 78        | 25       |
| 24                                                                                               | 4  | 1998 | 18–24 de maio            | Sófia, Bulgária               | 200       | 46        | 104       | 30       |
| 25                                                                                               | 5  | 1999 | 3–8 de julho             | Savannah, Estados Unidos      | 121       | 34        | 85        | 28       |
| 26                                                                                               | 6  | 2000 | 2–9 de julho             | Praga, República Tcheca       | 159       | 40        | 96        | 32       |
| 27                                                                                               | 7  | 2001 | 1–8 de julho             | Salonica, Grécia              | 155       | 44        | 97        | 27       |
| 28                                                                                               | 8  | 2002 | 30 de maio – 5 de junho  | Havířov, República Tcheca     | 132       | 28        | 100       | 25       |
| 29                                                                                               | 9  | 2003 | 1–7 de junho             | Hermosillo, México            | 129       | 37        | 100       | 26       |
| 30                                                                                               | 10 | 2004 | 24–30 de maio            | Minsk, Belarus                | 145       | 39        | 100       | 25       |
| 31                                                                                               | 11 | 2005 | 18–24 de maio            | Busan, Coreia do Sul          | 143       | 41        | 98        | 28       |
| 32                                                                                               | 12 | 2006 | 28 de maio – 3 de junho  | Hangzhou, China               | 106       | 37        | 87        | 26       |
| 33                                                                                               | 13 | 2007 | 10–16 de junho           | Praga, República Tcheca       | 180       | 49        | 100       | 31       |
| 34                                                                                               | 14 | 2008 | 15–21 de junho           | Cáli, Colômbia                | 140       | 33        | 87        | 27       |
| 35                                                                                               | 15 | 2009 | 15–21 de junho           | Bucareste, Romênia            | 151       | 40        | 93        | 27       |
| 36                                                                                               | 16 | 2010 | 14–20 de junho           | Sófia, Bulgária               | 150       | 47        | 93        | 29       |
| 37                                                                                               | 17 | 2011 | 30 de junho – 7 de julho | Penang, Malásia               | 152       | 47        | 120       | 32       |
| 38                                                                                               | 18 | 2012 | 11–18 de maio            | Antigua Guatemala, Guatemala  | 138       | 41        | 116       | 30       |
| 39                                                                                               | 19 | 2013 | 4–10 de maio             | Lima, Peru                    | 135       | 43        | 93        | 29       |
| 40                                                                                               | 20 | 2014 | 20–28 de junho           | Cazã, Rússia                  |           |           |           |          |
| 41                                                                                               | 21 | 2015 | 6–13 de junho            | Breslávia, Polônia            |           |           |           |          |
| 42                                                                                               | 22 | 2016 | 25 de jumho – 2 de julho | Tbilisi, Geórgia              |           |           |           |          |
| 43                                                                                               | 23 | 2017 | 15–23 de junho           | Tóquio, Japão                 |           |           |           |          |
| 44                                                                                               | 24 | 2018 | 7–14 de julho            | Tasquente, Uzbequistão        |           |           |           |          |
| 45                                                                                               | 25 | 2019 | 1–8 de junho             | Suva, Fiji                    |           |           |           |          |
| A edição de 2020, que seria realizada em Bucareste, foi cancelada devido à pandemia de COVID-19. |    |      |                          |                               |           |           |           |          |
| 46                                                                                               | 26 | 2021 | 23–31 de maio            | Tasquente, Uzbequistão        |           |           |           |          |
| 47                                                                                               | 27 | 2022 | 2–10 de maio             | Heraclião, Grécia             |           |           |           |          |
| 48                                                                                               | 28 | 2023 | 15–23 de novembro        | Guadalajara, México           |           |           |           |          |
| 49                                                                                               | 29 | 2024 | 19–27 de setembro        | Leão, Espanha                 |           |           |           |          |

## Quadros geral de medalhas
As medalhas são dadas para os levantamentos (arranque e arremesso) e o total combinado. Aqui são listadas apenas as medalhas no total combinado até 2014.
| Ordem | País                                 | Medalha de ouro | Medalha de prata | Medalha de bronze | Total |
| ----- | ------------------------------------ | --------------- | ---------------- | ----------------- | ----- |
| 1     | China                                | 134             | 59               | 27                | 220   |
| 2     | Bulgária                             | 91              | 49               | 50                | 190   |
| 3     | Rússia                               | 63              | 50               | 40                | 153   |
| 4     | União Soviética                      | 53              | 65               | 16                | 134   |
| 5     | Polónia                              | 12              | 24               | 16                | 52    |
| 6     | Turquia                              | 12              | 20               | 19                | 51    |
| 7     | Bielorrússia                         | 11              | 15               | 18                | 44    |
| 8     | Ucrânia                              | 11              | 11               | 14                | 36    |
| 9     | Roménia                              | 9               | 11               | 11                | 31    |
| 10    | Coreia do Sul                        | 8               | 17               | 23                | 48    |
| 11    | Irão                                 | 8               | 5                | 10                | 23    |
| 12    | Hungria                              | 7               | 14               | 27                | 48    |
| 13    | Alemanha Oriental                    | 7               | 14               | 23                | 44    |
| 14    | Armênia                              | 7               | 11               | 11                | 29    |
| 15    | Egito                                | 7               | 8                | 16                | 31    |
| 16    | Tailândia                            | 6               | 19               | 10                | 35    |
| 17    | Colômbia                             | 6               | 13               | 14                | 33    |
| 18    | Taipé Chinesa                        | 6               | 13               | 11                | 30    |
| 19    | Cuba                                 | 6               | 12               | 18                | 36    |
| 20    | Cazaquistão                          | 6               | 7                | 11                | 24    |
| 21    | Comunidade dos Estados Independentes | 6               | 1                | 0                 | 7     |
| 22    | Indonésia                            | 5               | 5                | 6                 | 16    |
| 23    | Espanha                              | 5               | 4                | 12                | 21    |
| 24    | Estados Unidos                       | 4               | 6                | 13                | 23    |
| 25    | Azerbaijão                           | 3               | 1                | 1                 | 5     |
| 26    | Tchecoslováquia                      | 2               | 1                | 6                 | 9     |
| 27    | Tunísia                              | 2               | 1                | 4                 | 7     |
| 28    | Geórgia                              | 2               | 0                | 0                 | 2     |
| 29    | Grécia                               | 1               | 5                | 7                 | 13    |
| 30    | Alemanha                             | 1               | 5                | 5                 | 11    |
| 31    | Japão                                | 1               | 3                | 13                | 17    |
| 32    | Albânia                              | 1               | 3                | 1                 | 5     |
|       | Letônia                              | 1               | 3                | 1                 | 5     |
|       | México                               | 1               | 3                | 1                 | 5     |
| 35    | Venezuela                            | 1               | 2                | 1                 | 4     |
| 36    | Equador                              | 1               | 1                | 1                 | 3     |
|       | Vietname                             | 1               | 1                | 1                 | 3     |
| 38    | Uzbequistão                          | 1               | 0                | 3                 | 4     |
| 39    | Lituânia                             | 1               | 0                | 0                 | 1     |
| 40    | Coreia do Norte                      | 0               | 5                | 8                 | 13    |
| 41    | Itália                               | 0               | 3                | 5                 | 8     |
| 42    | Moldávia                             | 0               | 3                | 2                 | 5     |
| 43    | República Dominicana                 | 0               | 3                | 1                 | 4     |
| 44    | Índia                                | 0               | 2                | 4                 | 6     |
| 45    | Grã-Bretanha                         | 0               | 2                | 1                 | 3     |
| 46    | Canadá                               | 0               | 1                | 4                 | 5     |
| 47    | Eslováquia                           | 0               | 1                | 3                 | 4     |
| 48    | Iraque                               | 0               | 1                | 2                 | 3     |
| 49    | Argélia                              | 0               | 1                | 1                 | 2     |
|       | Austrália                            | 0               | 1                | 1                 | 2     |
|       | Áustria                              | 0               | 1                | 1                 | 2     |
|       | Camarões                             | 0               | 1                | 1                 | 2     |
| 53    | Guatemala                            | 0               | 1                | 0                 | 1     |
|       | Nigéria                              | 0               | 1                | 0                 | 1     |
|       | Síria                                | 0               | 1                | 0                 | 1     |
| 56    | França                               | 0               | 0                | 3                 | 3     |
|       | Turquemenistão                       | 0               | 0                | 3                 | 3     |
| 58    | Finlândia                            | 0               | 0                | 2                 | 2     |
| 59    | Argentina                            | 0               | 0                | 1                 | 1     |
|       | Chile                                | 0               | 0                | 1                 | 1     |
|       | Chéquia                              | 0               | 0                | 1                 | 1     |
|       | Arábia Saudita                       | 0               | 0                | 1                 | 1     |
|       | Nova Zelândia                        | 0               | 0                | 1                 | 1     |
|       | Portugal                             | 0               | 0                | 1                 | 1     |
|       | Suécia                               | 0               | 0                | 1                 | 1     |
| Total | Total                                | 510             | 510              | 510               | 1530  |